# Virgil Goode
Virgil Hamlin Goode, Jr., né le 17 octobre 1946 à Richmond (Virginie), est un homme politique américain ultra-conservateur, membre de la Chambre des représentants des États-Unis de 1997 à 2009 et candidat du Parti de la Constitution (Constitution Party) à l'élection présidentielle américaine de 2012.

## Biographie
Il est élu à la Chambre des représentants des États-Unis en 1996 sous l'étiquette démocrate. Il est réélu en tant qu'indépendant en 2000 puis comme républicain en 2002. Toujours réélu avec plus de 59 % des suffrages, il est cependant battu de justesse (727 voix) par le démocrate Tom Perriello lors des élections de 2008.
Lors de l'élection présidentielle américaine de 2012, Virgil Goode s'est présenté avec Jim Clymer comme candidat à la vice-présidence.